# Missionsstation Mlalo
Die Missionsstation Mlalo (ursprünglich Missionsstation Hohenfriedeberg genannt) ist eine Missionsstation in der tansanischen Ortschaft Mlalo, die 1891 von Betheler Missionaren gegründet wurde. Sie liegt in den Usambara-Bergen im Distrikt Lushoto der Region Tanga.

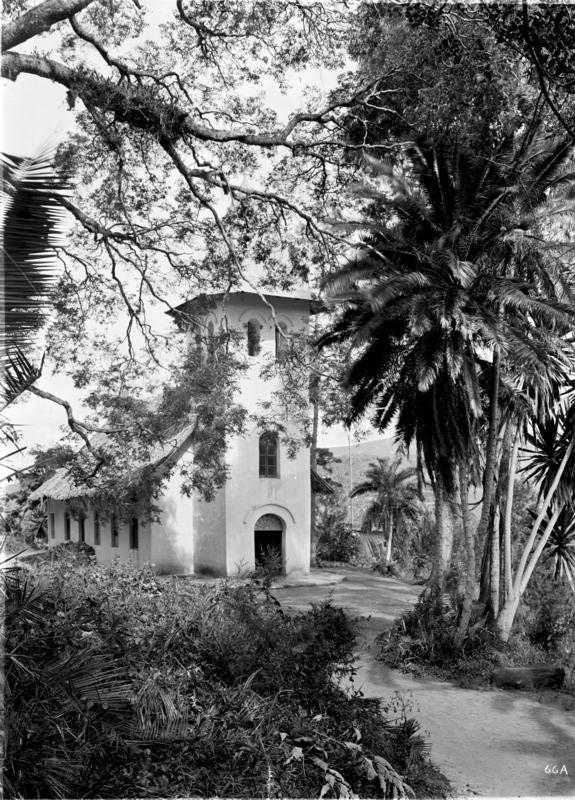
Station Mlalo, Missionskirche

## Geschichte

### Gründung der Mission in Mlalo
Nach Beilegung des Bushiri-Aufstandes im damaligen Deutsch-Ostafrika reisten die beiden Betheler Missionare Ernst Johanssen und Paul Wohlrab 1891 in die Usambara-Berge. Auf eine Polizeieskorte hatten sie verzichtet, weil sie „nicht auf Bajonette gestützt eine Missionsarbeit beginnen“ wollten. Mit Zustimmung des Bezirkshäuptlings Sikinyassi gründeten sie im Mai 1891 eine erste Missionsstation in Mlalo, die sie „Hohenfriedeberg“ nannten.
Im Deutschen Kolonial-Lexikon von 1920 heißt es über Mlalo:
„Mlalo, großes Dorf der Waschambaa … im n. West-Usambara, Deutsch-Ostafrika, 1450 m. ü. d. M., in Schutzlage auf steilem Bergkegel über dem Umbafluß. Dicht dabei liegt die Missionsstation Hohenfriedeberg. M. wird auch die ganze vom obern Umba … durchflossene Landschaft genannt.“

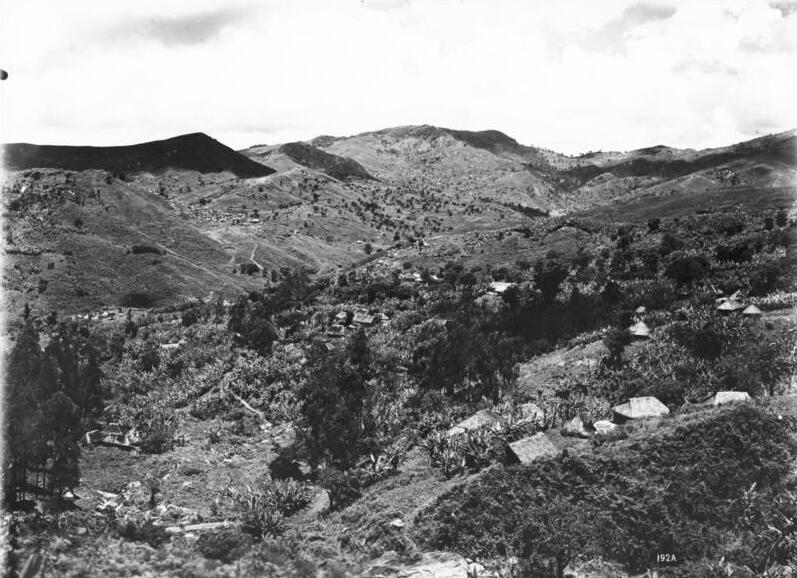
Landschaft in den Usambara-Bergen bei der Missionsstation Mlalo

Anfangs standen die in den Usambara-Bergen lebenden Shambala (einheimisch: WaShambaa) der Mission mit großer Skepsis gegenüber. Doch trug die beharrliche Aufbauarbeit Früchte. 1914 zählten die afrikanischen Gemeinden über 2000 Mitglieder. Eine Druckerei in der Missionsstation Vuga druckte seit 1912 erbauliche Schriften in Shambala und Suaheli.
Nachdem sie in den Usambara-Bergen Fuß gefasst hatten, machten sich die Missionare daran, ein eigenes Schulwesen aufzubauen, in dem Jungen und – vorerst in bescheidenem Umfang – auch Mädchen Lesen und Schreiben in der Landessprache lernten. Am Vorabend des Ersten Weltkriegs wurden in den Missionsschulen etwa 3600 afrikanische Kinder unterrichtet. Seit 1902 bildeten die Missionare zudem in einer Mittelschule afrikanische Lehrer aus, 1908 wurde eine Deutsche Schule gegründet.

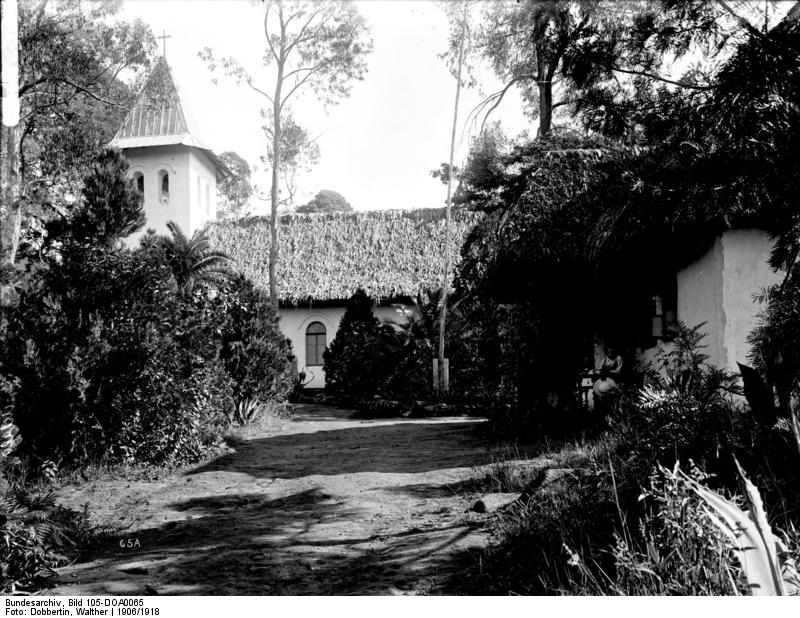
Mission Mlalo, Kirche und Schule

Krankenpflege gehörte von Anfang an zu den Arbeitsgebieten der Missionare. 1902 entstand eine kleine Kolonie für Aussätzige bei Hohenfriedeberg. Seit 1905 gab es einen regelrechten missionsärztlichen Dienst in den Usambara-Bergen. 1927/28 schließlich wurde in Bumbuli ein Missionshospital gegründet. Es wurde von dem Missionsarzt Samuel Müller und mehreren Schwestern aus der Missionsschwesternschaft Sareptas aufgebaut.
In den Jahren 1912–1916 übte Gustav v. Bodelschwingh eine Tätigkeit als Missionar in Mlalo und auf der Insel Idschwi im Kiwusee an der Grenze des Kongostaates aus.

### Im Ersten Weltkrieg
Der Erste Weltkrieg unterbrach die Arbeit der „Evangelischen Missionsgesellschaft für Deutsch-Ostafrika“ (EMDOA). Die Missionsstationen wurden im Laufe des Jahres 1916 von Belgiern, Briten und Südafrikanern besetzt, die meisten Missionare mit ihren Familien ausgewiesen. Kurz vor der Deportation aller noch verbliebenen Missionare fand die Ordination von sieben afrikanischen Helfern zu Pastoren statt – dies war, zumindest in den Missionsgebieten Usambara und Bukoba, der Beginn einer „Indigenisierung“ des Christentums.

### Zwischen den Weltkriegen
Nach dem Ersten Weltkrieg nahm die Bethel-Mission die Schularbeit im nun als Mandat des Völkerbundes von Großbritannien verwalteten Tanganjika wieder auf. Ende der 1920er Jahre konkretisierten sich Pläne zur Wiedererrichtung der Deutschen Schule: 1931 wurde die Friedrich v. Bodelschwingh-Schule in Luandai eröffnet.
1930 wurde in Hohenfriedeberg (Mlalo) ein Kantatenfest mit 350 Sängern und 30 Posaunenbläsern gefeiert. Dieses Ereignis war das erste größere Kirchenmusiktreffen in den deutschen Missionsgebieten. Man war dabei, die Kirchenmusik als „Kampfinstrument gegen das Heidentum“ auszubauen.
Das Coburger Ehepaar Ludwig und Kunigunde Kelber lebte und arbeitete von 1932 bis 1937 im Dienst der Bethel-Mission in Mlalo.

### In nationalsozialistischer Zeit
Die Machtübernahme der Nationalsozialisten fand in der Bethel-Mission ein verhalten positives Echo. Missionsinspektor Curt Ronicke gab die Devise aus: „weniger reden und kritisieren, dafür umso tapferer arbeiten, schweigen und beten“. Dennoch bedrohten Sammelverbot und Devisenbewirtschaftung schon bald die Existenz der Bethel-Mission. In Usambara und Bukoba wurde Druck auf die Missionare ausgeübt, den dortigen Ortsgruppen der NSDAP beizutreten. Die Deutsche Schule in Luandai geriet wegen zu lax gehandhabter „Rassentrennung“ in die Kritik.
Die Bethel-Missionare stellten zwar den Rassengedanken nicht grundsätzlich in Frage, wandten sich aber gegen jede Form des weißen Herrenmenschentums: „Die große Schuld der weißen Rasse gegenüber den farbigen Rassen stellt aber auch den Missionar als Glied der weißen Rasse mit hinein in einen Schuldzusammenhang, der gebieterisch Sühne heischt.“
Im Zweiten Weltkrieg kam die Arbeit der Bethel-Mission weitgehend zum Erliegen.

### Nach dem Zweiten Weltkrieg
Ökumenischen Kontakten war es zu verdanken, dass die Bethel-Mission nach 1945 ihre Arbeit wieder aufnehmen konnte. Bethel-Missionare, die im Krieg interniert worden waren, arbeiteten für andere Missionsgesellschaften in Süd- und  Südwestafrika. Ab 1950 wurden wieder Missionare nach Ostafrika ausgesandt, die unter der Leitung amerikanischer oder skandinavischer Gesellschaften auf den angestammten Missionsfeldern tätig wurden. In dem Maße, wie sich die afrikanischen Kirchen verselbständigten, wandelte sich die Rolle der Missionare – ein Prozess, der nicht immer konfliktfrei verlief.

## Partnerschaftskontakte in der Gegenwart
Heute trägt die Evangelisch-Lutherische Kirche in Tansania die Seelsorge samt Krankenpflege und Schulwesen in den ehemaligen Missionsgebieten. Sie wird dabei von zahlreichen Partnern in Deutschland unterstützt, z. B.:

### Partner aus Hannover
Schüler des Berufsschulzentrums Hannover, Ausbildungsstätte BBS 3, setzen ihr Wissen und Können in Tansania ein:
„Bereits seit mehr als zehn Jahren besteht Kontakt zu zwei Partnerschulen in dem Ort Mlalo in den Usambarabergen. Unter dem Motto „Voneinander lernen durch gemeinsames Leben und Arbeiten“  helfen die deutschen Schüler und ihre Lehrer vier Wochen lang mit, die Trinkwasserversorgung der Schulen zu verbessern. Es geht um Aufbereitung und Analyseverfahren, um Qualitätssicherung, um Wartung der Quellen und Reparatur der Leitungen und Vieles mehr. Und ganz nebenbei – aber nicht zuletzt – konnten die Schüler die Lebens- und Arbeitsbedingungen der Menschen in Tansania kennen lernen und Freundschaften schließen.“

### Partner aus Göttingen
Das Hainberg-Gymnasium Göttingen schreibt über seine Partnerschule und sein Austauschkonzept mit Mlalo:
„Im Jahre 1988 wurde die Schulpartnerschaft zwischen dem Hainberg-Gymnasium (HG) und der Lwandai Secondary School (LSS) in Mlalo gegründet. Vorrangiges Ziel ist es, Bildung und gegenseitiges Lernen durch interkulturelle Begegnungen zu fördern. Der Ort Mlalo ist eine Siedlung mit etwa 13.000 Einwohnern und liegt im Nordosten Tansanias in den Usambara-Bergen.
Die LSS ist eine Internatsschule in der Trägerschaft der Evangelisch-Lutherischen Kirche Tansanias (ELCT-NED). Zur Schule gehören neben den Klassenräumen und naturwissenschaftlichen Fachräumen unter anderem eine Bibliothek mit einer großen Versammlungshalle, eine Schulküche, Mädchen- und Jungenschlafräume, ein Schulgarten und ein Viehstall. Z. Zt. baut die Schule eine große Mensa.
Ca. 750 Schüler aus ganz Tansania besuchen z.Zt. die Schule. Diese werden von etwa 30 Lehrern unterrichtet. Die Schüler sprechen verschiedene Stammessprachen. Verständigungssprache ist Kiswahili, Unterrichtssprache ist Englisch. Die Unterrichtsorganisation wird in Anlehnung an das britische Schulsystem durchgeführt, d. h. die Schüler werden in vier Jahrgängen (form I-IV) unterrichtet; diese entsprechen unseren Jahrgängen 8-11. Seit 2001 gibt es auch 2 kleine Klassen mit insgesamt ca. 26 Schülern, die A-Levels (form 5+6) absolvieren können (Hochschulzugang!).
Seit 1988 finden ca. alle zwei Jahre dreiwöchige Delegationsreisen nach Mlalo statt. Die Reisegruppe setzt sich in der Regel aus einem Lehrer und einer Lehrerin  sowie 10 bis 12 Schülern (mindestens 16 Jahre alt) zusammen. In unregelmäßigen Abständen werden Gäste aus unserer Partnerschule nach Göttingen eingeladen.
Zur (finanziellen) Unterstützung der LSS wurde der Förderverein UNDUGU gegründet. Durch ihn entstand im Göttinger Raum darüber hinaus ein Schulnetzwerk von sechs Schulen: dem Hainberg-Gymnasium, vier Grundschulen und einer Förderschule, die intensiven Kontakt mit vier vergleichbaren Schulen in Mlalo sowie einer Förderschule in Irente unterhalten und ihre Partnerschaften durch Briefkontakte, Begegnungen und finanzielle Unterstützung pflegen.“

### Partner aus Dithmarschen
1988 wurde seitens des Kirchenkreises Dithmarschen der Evangelisch-Lutherischen Kirche in Norddeutschland eine Partnerschaft zu der Lwandai Secondary School in den Usambara-Bergen ins Leben gerufen. Damals wurde der Kirchenkreis Norderdithmarschen gebeten, den Bau einer Wasserleitung an dieser Schule zu fördern. Weitere Projekte folgten.

## Söhne und Töchter
- Paul Gerhard Johanssen (1903–1981), deutscher lutherischer Pastor, Sohn des Missionars Ernst Johanssen

## Filme
- Peter Heller: Usambara, das Land, wo Glauben Bäume versetzen soll, Dokumentarfilm 1980.[15]
- The Usambara Mountains of Northern Tanzania, 2012.[16]
- JiMBONI MLALO, 2016 (online auf youtube.com).